# Pescopennataro
Pescopennataro är en ort och kommun i provinsen Isernia i regionen Molise i Italien. Kommunen hade 253 invånare (2018).